# Pristimantis dorado
Ếch vàng Colombia (Danh pháp khoa học: Pristimantis dorado) là một loài ếch trong họ Strabomantidae, được phát hiện vào năm 2016 tại Colombia, tên khoa học của nó được đặt theo địa danh huyền thoại ở Colombia là Eldorado (tức Thành phố vàng). Ếch vàng là một trong những loài ếch kì lạ nhất hiện nay mà con người phát hiện được. 

## Đặc điểm
Những ếch này có một màu vàng rực rỡ như ánh nắng mặt trời với kích thước khoảng 5 cm, sắc tố da có thể biến đổi theo ba màu đặc trưng là vàng, da cam và xanh lá cây, loài ếch vàng này còn có khả năng thay đổi màu sắc khi gặp nguy hiểm và ở chân có một miếng đệm dính nhỏ khiến chúng có thể leo trèo ở trên cây.
Loài ếch vàng này còn có xương hàm, điều mà tất cả các loài ếch khác không có. Nọc độc của ếch được dùng như một loại mooc phin giảm đau. Loài ếch vàng này được nuôi nhốt thì cơ thể chúng sẽ không tiết ra nọc độc. Cùng với màu sắc đặc thù của cơ thể, loài ếch này hiếm khi bị động vặt bắt ăn thịt. Mối đe dọa lớn nhất của chúng chỉ là những con rắn độc sống ở khu vực Columbia. 

## Tập tính
Thời điểm kiếm ăn của chúng thường là vào ban ngày. Đây là loài ếch ăn mối và bọ cánh cứng một trong những loài thức ăn mà chúng có thể dễ dàng tìm thấy tại các khu vực rừng nhiệt đới. Loài ếch vàng này cũng được coi là một trong những loài vật phàm ăn nhất trong họ ếch. Một con ếch trưởng thành có thể tiêu thụ lượng thức ăn lớn hơn nhiều so với trọng lượng cơ thể mình. Loài ếch vàng này thường đẻ trứng trên mặt đất và cả con cái lẫn con đực sẽ đứng đó canh cho đến khi chúng thành nòng nọc. Sau đó, số nòng nọc đó được giao cho ếch bố nuôi.

## Tình trạng
Hiện nay, loài ếch vàng này đang được xếp vào hàng động vật quí hiếm và sắp bị tuyệt chủng do càng ngày chúng càng bị bắt và đem bán trong các chợ đen và do nạn phá rừng và mở rộng đất đã thu hẹp môi trường sống của chúng khiến loài ếch này ít đi. Đối với những người dân ở Columbia, loài ếch này còn tượng trưng cho một truyền thuyết trong cổ tích. Họ cho rằng, đây chính là hậu duệ nhiều đời của chú ếch đã hóa thành hoàng tử trong chuyện cổ.